# Ammophilomima eumenoides
Ammophilomima eumenoides là một loài ruồi trong họ Asilidae. Ammophilomima eumenoides được Janssens miêu tả năm 1953. Loài này phân bố ở vùng nhiệt đới châu Phi.